# La Caravane héroïque
Pour plus de détails, voir Fiche technique et Distribution.
La Caravane héroïque (Virginia City) est un film américain réalisé par Michael Curtiz, sorti en 1940.

## Synopsis
L'officier Kerry Bradford s'échappe de la prison où il est enfermé en territoire confédéré avant de partir vers Virginia City dans le Nevada.

## Fiche technique
- Titre : La Caravane héroïque
- Titre original : Virginia City
- Réalisation : Michael Curtiz
- Scénario : Robert Buckner
- Production : Robert Fellows et Hal B. Wallis pour la Warner Bros. Pictures
- Musique : Max Steiner
- Photographie : Sol Polito
- Direction artistique : Ted Smith et Robert M. Haas (non crédité)
- Montage : George Amy
- Pays d'origine :  États-Unis
- Format : Noir et blanc - 1,37:1 - Mono - 35 mm
- Genre : Western
- Langue : anglais
- Durée : 118 minutes
- Dates de sortie : 
  - États-Unis : 16 mars 1940 (première mondiale à Virginia City,  Nevada), 23 mars 1940 (sortie nationale)
  - France : 28 mai 1947 (Paris)

## Distribution
- Errol Flynn : Capitaine Kerry Bradford
- Miriam Hopkins : Julia Hayne
- Randolph Scott : Capitain Vance Irby
- Humphrey Bogart : John Murrell
- Frank McHugh : M.Upjohn
- Alan Hale : Olaf « Moose » Swenson
- Guinn 'Big Boy' Williams : 'Marblehead'
- John Litel : Marshal
- Douglass Dumbrille : Major Drewery
- Moroni Olsen : Cameron
- Russell Hicks : Armistead
- Dickie Jones : Cobby
- Frank Wilcox : un soldat de l'Union
- Russell Simpson : Gaylord
- Victor Killian : Abraham Lincoln
- Charles Middleton : Jefferson Davis

Acteurs non crédités
- Ward Bond : le sergent confédéré
- Lane Chandler : l'ordonnance du capitaine Irby
- Thurston Hall : Général George Meade
- Charles Halton : Ralston
- Howard C. Hickman : Général confédéré Page
- Robert Homans : un confédéré
- Sam McDaniel : Sam Moore
- Monte Montague : un conducteur de diligence
- Bud Osborne : Ted, conducteur de diligence
- George Reeves : le télégraphiste de l'Union
- George Regas : un membre métis du gang de Murrell
- Charles Trowbridge : Seddon, aide de Jefferson Davis
- Shirley Mills : jeune femme

## Autour du film
Selon Errol Flynn, « m'engager dans des films de cow-boy m'apparaissait comme parfaitement ridicule, mais cela réussissait à la Warner ». Comme « il y a une différence entre le western moyen et une production à grand spectacle, Les Conquérants, La Caravane héroïque, La Rivière d'argent avaient des budgets énormes et se fabriquaient d'une manière différente. Le studio ne lésinait sur aucune dépense. Jack Warner, qui savait ce que voulait le public, le lui donnait mieux que personne ».

### Ouvrages généraux
- Gérard Devillers et Marceau Devillers, Anthologie du Cinéma, tome V : Errol Flynn, Paris, L'Avant-scène Cinéma, 1970, p. 337-392.

### Monographies
- Errol Flynn (trad. France-Marie Watkins et Solange Metzger), Mes 400 coups, Paris, Olivier Orban, coll. « Ramsay Poche Cinéma » (no 52), 1977 (1re éd. 1959), 354 p. (ISBN 2-85956-655-4 et 978-2-8595-6655-5).
- René Noizet, Tous les chemins mènent à Hollywood : Michael Curtiz, Paris, L'Harmattan, 1997, 383 p. (ISBN 2-7384-5667-7 et 978-2738-45667-0), p. 221-222.
- (en) Tony Thomas, Rudy Behlmer et Clifford McCarty, The Films of Errol Flynn, Secaucus, New Jersey, The Citadel Press, 1969, 221 p. (ISBN 0-8065-0237-1), p. 87-90.